# Életközösség
Az életközösség (társulás, biocönózis) a térben és időben együtt előforduló, egymással kölcsönhatásban lévő, különböző faji minősítésű állat- és növénypopulációk együttese, amely más, illetve több, mint az alkotó populációk egyszerű összege.
A biocönózis (életközösség) fogalmát Karl Möbius (1825−1908) német zoológus használta először 1877-ben Die Auster und die Austernwirthschaft című művében a tengeri sziklák teljes életközösségének leírására.
A társulás mint élő rendszer működik, benne a szerves anyagot termelő zöld növényekkel, a felhasználó (fogyasztó) állatvilággal és a lebontó (rekuperátor) szervezetekkel. Amikor a működésbe valami beleszól  − akár természetes változás, akár emberi beavatkozás −, a társulás erre valamilyen módon „válaszol”; s ez rendszerint a fajösszetétel megváltozásában jelentkezik. A jelenben észlelhető társulások a törzsfejlődés hosszú, évmilliós folyamata eredményeként alakultak ki.

## Jellemzői

### Fajösszetétel
Az életközösségeket, társulásokat alkotó populációk nem véletlen csoportosulások, többféle növény- és többféle állatpopulációból állnak. Minél változatosabbak az életkörülmények, minél árnyaltabb életfeltételeket biztosítanak a környezeti tényezők, az életközösség annál fajgazdagabb. Az egyes fajok népességei csak meghatározott környezeti feltételek mellett képesek fennmaradni, miközben egymással alapvető életmegnyilvánulásaik révén bonyolult kapcsolatrendszerekben állnak. Sajátosságaik, valamint fennmaradásuk és működésük törvényszerűségei mások, mint a populációk szintjén jelentkezők.

### Sokféleség (diverzitás)
Az életközösségek másik fontos jellemzője a sokféleség, vagy idegen kifejezéssel diverzitás. A diverzitás egyszerre veszi figyelembe a fajok számát, valamint az egyes fajok egyedszámát is a társulásban. Minél sokfélébb, diverzebb egy közösség, annál több faj építi fel, azonban az alkotó fajok egyedszámának mind jelentősebb eltérése a diverzitás mértékét csökkenti. A biológiai sokféleséget számos tényező veszélyezteti. Ezek között vannak természetes okok, mint például a rendszeresen visszatérő jégkorszakok vagy az űrből érkező nagyobb meteoritok. A mesterséges, emberi tevékenység által kiváltott okok között említendő meg az élőhelyek elpusztítása, amely lehet erdőirtás, beépítés, mezőgazdasági termelésbe való bevonás vagy különféle ipari tevékenységek, valamint az élelemszerzés miatt.

### Szerkezete
Rövid idejű, periodikusan ismétlődő változás a társulások szerkezetében az élőlényeinek napi ritmusa, azaz aktivitásuk időbeli különbözősége. Ez főleg az állatpopulációk tevékenységének eltéréseiben mutatkozik meg, egyesek nappal, mások éjjel járnak vadászni, vagy fordítva, éppen akkor pihennek.
Nagyobb időintervallumú, periodikus változások az aszpektusok. Az aszpektus a társulás pillanatnyi képe. A változás csupán a szemrevételezés szintjén zajlik, más növényeket látunk kibújni, virágzani, termést érlelni tavasszal, megint másokat nyáron vagy éppen ősszel. Más lepkék repülnek májusban, mások rajzása esik júliusra, augusztusra, és vannak szeptemberben, októberben megjelenő fajok is. A szemünk elől eltűnő növények azonban nem vesztek el a társulásból, csak a talajba, az avar alá húzódtak, vagy termés, mag formájában, más fenológiai fázisban részesei a társulásnak. Az éppen nem rajzó lepkék, bogarak is ott vannak, csak éppen pete, lárva vagy báb formában léteznek.

### Működési sajátosságok
A fogyasztó-fogyasztott viszonyokon kívül számos egyéb populációs kapcsolat is jellemző a társulásokra. Ilyen a mindkét populáció számára előnyös szimbiózis, a mutualizmus, a mikorrhiza, az egyik fél számára előnyös, a másik számára közömbös kommenzalizmus, a mikroszervezetek között felléphető antibiózis és mások. Mindezek a relációk is fontos biotikus kölcsönhatásként határozzák meg a társulások belső struktúráját.